# Maxell
Maxell, Ltd. er en japansk elektronikvirksomhed. Deres primære produkter er batterier, opladere, lagermedier, projektorere og funktionelle materialer.
Virksomhedens navn er en sammentrækning af Maximum capacity dry cell". Tidligere har de fremstillet kassettebånd, vhs-bånd, disketter, og CD-R/RW og DVD±RW.
Maxell begyndte produktion af tørceller i 1960, da en tørcelle-fabrik blev etableret i virksomhedens hovedkvarter i Ibaraki, Osaka.